# Franz Karl Tielker
Franz Karl Tielker, auch Friedrich Carl Tielker (* 28. November 1773 in Braunschweig; † 7. Januar 1845 in Sickte) war ein deutscher Maler, Kupferstecher und Radierer.

## Leben
Franz Karl Tielker war ein Sohn des Kaiserlichen Postsekretärs Johann Friedrich Tielker in Braunschweig und jüngerer Bruder des Malers Johann Friedrich Tielker. Er wurde Maler und zeichnete mit dem Silberstift. Er hatte Talent als Kupferstecher, namentlich in der Schwarzkunst. Nach einiger Zeit in Berlin ging er nach Kassel und war bis 1812 am westphälischen Hof tätig. Im Herbst 1812 ging er nach Frankfurt am Main. Er lebte und arbeitete dort bis 1817 als Permissionist, also geduldeter Ausländer ohne Frankfurter Bürgerrecht. Am 3. März 1817 wurde er auf Betreiben der ansässigen Malerzunft ausgewiesen. Von seinem späteren Leben ist nur bekannt, dass er zuletzt Chausseegelderheber in Sickte gewesen ist.

## Werke (Auswahl)
Bildnisse von:
- Ignaz Aurelius Feßler (1796)[3]
- Carl Wilhelm Ferdinand, Herzog von Braunschweig nach einem Gemälde von Johann Heinrich Schröder (um 1800)[4]
- Friedrich Wilhelm, Herzog von Braunschweig nach eigener Zeichnung
- Israel Jacobssohn, Stich von Christian Schule nach Zeichnung von Franz Karl Tielker (1808)[5]
- Franz I., Kaiser von Österreich, nach Protasio Girolamo Stambucchi[6]
- Anton Kirchner (1813), nach eigenem Ölbild[7]
- Sophie Dorothea Kirchner, geb. van der Deeken (1813)[8]
- Arthur, Herzog von Wellington, nach William Beechey[9]
- Johann Heinrich Schmidt[10]